# SelenITA
SelenITA é um projeto de satélite desenvolvido pelo Instituto Tecnológico de Aeronáutica (ITA), em parceria com a NASA, que será enviado à Lua.
O acordo Artemis assinado pelo Brasil em 2021 possibilitou que o Brasil criasse um CubeSat, de formato 12U. O projeto conta com apoio da Agência Espacial Brasileira (AEB) e da Financiadora de Estudos e Projetos (Finep). Tem previsão de conclusão em 2028 e terá um custo estimado de 39 milhões de reais.

## Projeto
O satélite foi apresentado pelo engenheiro do instituto e coordenador do projeto, Luis Loures, em 2021, e foi oficializada em 21 de julho de 2023. No projeto, a sede do ITA, será responsável pela construção de um CubeSat de 12U para ser enviado á Lua. O satélite terá propulsão, capaz de controlar sua altitude para realizar medidas de parâmetros importantes na compreensão do sistema terra-lua e da lua especificamente.

## Objetivo
A missão tem como objetivo estudar os campos magnéticos que existem em algumas regiões da crosta lunar e sua interação com o vento solar. Também visa analisar o transporte de poeira pela superfície do satélite natural, causado por fenômenos elétricos e impactos de asteroides e meteoroides.
O foco é o polo sul da Lua.